# الخيام (مرجعيون)
الخيام هي إحدى القرى اللبنانية من قرى قضاء مرجعيون في محافظة النبطية.
عرفت تاريخيا بسهلها وشعرائها ومؤخرا بالمعتقل الذي كان فيها.
هي قرية لبنانية تقع على تلة من تلال جبل عامل مشرفة على مثلث الجليل الأعلى وهضبة الجولان وغور الأردن ترتفع عن سطح البحر ما يقارب 750 م يوجد فيها المعتقل سيئ الذكر معتقل الخيام الذي حوله الإسرائيليون من ثكنة عسكرية بناها الفرنسيون إبان انتدابهم للمنطقة إلى سجن.
ويوجد فيها متحف حربي من زمن الانتداب دمرته إسرائيل في عدوانها على لبنان في تموز/يوليو 2006 سكانها حوالي 35،000 نسمة فيها العديد من المدارس والثانويات ومركز فني يدرس الزراعة تشتهر بسهلها «سهل الخيام» أو سهل مرجعيون الذي ينسب إلى كثرة الينابيع (العيون بلغة أهل بلاد الشام) التي تتفجر فيه.
وبعد أن عاد أهلها المغتربين بعد تحريرها عام 2000 امتد العمران إلى المساحات المجاورة لها فأصبحت مدينة منتشرة على التلال وامتدت إلى سهل الخيام غربا وسهل الوطى شرقا واتصلت عمرانيا بقرية أبل السقي .
عانت هذه القرية الكثير من الكيان الاسرائيلي وذلك لقربها من الحدود مع هذا الكيان الصهيوني وعلى مدى زمن طويل منذ بداية احتلال اسرائيل للاراضي الفلسطينية وتم احتلال البلدةمن قبل الجيش الاسرائيلي في شهر فبراير/ شباط 1977 وتم دحرها منها لتصبح المدينة مهجورة الا من قليل من العجزة وقوات من المقاومة الفلسطينية واللبنانية المتمثلة بأحزاب اليسار اللبناني
وفي سبتمبر (أيلول) 1977، تقدمت القوات الإسرائيلية إليها، واندلعت اشتباكات كبيرة شاركت بها ميليشيا سعد حداد المؤيدة لإسرائيل، ضد القوات المشتركة اللبنانية - الفلسطينية، قبل أن تحتلها إسرائيل رسمياً في 14 مارس (آذار) 1978 خلال عملية الاجتياح الأول لجنوب لبنان، إثر قصف مدفعي وجوي عنيف امتد لثلاثة أيام. في السابع عشر من شهر آذار/ مارس  من العام 1978، ارتكب كيان الاحتلال مجزرة وحشية  كبيرة في بلدة "الخيام" الجنوبية على إثر اجتياح جيشه للبنان ضمن ما عرف بـ "عملية الليطاني".راح ضحية هذه المجزرة البشعة، ما بين الـ 60 والـ 100 مواطن من كبار السن من الرجال والنساء. يُقال أن الأصغر بينهم كان في العقد السادس من العمر. وقد أقدم الاحتلال عليها، بهدف تفريغ القرى الحدودية من أهلها، وتحويلها الى حزام أمني. كما بسبب رفض الأهالي التعامل مع الاحتلال وعملائه. وكذلك لترهيب أهالي المناطق المجاورة ودفعهم للانصياع للاحتلال. وروت إحدى الناجيات: "لم أجد أحدا في الشارع سوى الجثث هنا وهناك، جثث طار رأسها وأخرى مرمية على وجهها وأخرى على ظهرها، واخرى مدروزة في الحيط وأخذت أبحث بينها عن زوجي.. فوجدته. كان مقتولا وفمه "يكدش" الأرض. لم أستطع البكاء ولا الصراخ خوفا على روحي اذ انني شاهدت احدى السيدات وتدعى الحاجة زينب وهي طاعنة في السن وقد اطلقت عليها النار من الخلف فركضت ثانية الى الملجأ.. حتى هناك لم أستطع البكاء. كنت أخاف أن يسمعوا أنيني ويقتلوني".

## أعلام
- علي حسن خليل
- حسن خليل عبدالله
- عصام العبدالله
- محمد العبدالله
- باسل عبدالله
- رهف عبدالله
- شكرالله كرم
- كرم كرم
- احمد نصرالله
- رامي عليق
- غازي علي ضاوي
- ديما صادق
- حبيب صادق
- أليكس عواضة
- نور بدران
- تيا خريس
- فاطمة كتشن